# Daniel Franco
Daniel da Costa Franco, conhecido como Daniel Franco (Butiá, 26 de agosto de 1971), é um treinador e ex-futebolista brasileiro que atuava como lateral-esquerdo. Atualmente está sem clube.

## Carreira

### Como treinador
Em 2008, começou a repassar seus conhecimentos. Daniel veio a se tornar auxiliar técnico da categoria júnior do Inter. Fez parte das categorias de base do clube, por cinco anos, como auxiliar e técnico.
Iniciou a carreira de treinador em 2013, pelo 15 de Novembro.
Após isso, tornou-se auxiliar técnico permanente do Novo Hamburgo, em 2014. Logo após a saída do treinador Roger Machado, para o Grêmio, Daniel foi confirmado, em julho de 2015, como novo treinador do Novo Hamburgo. 
Em 2016, treinou o União Frederiquense, levando o clube da zona de rebaixamento da Divisão de Acesso até a quadrangular de disputa pelo acesso. Mas, não conseguiu a vaga na elite.
Em dezembro de 2017 foi confirmado como treinador do Clube Esportivo Lajeadense.
Em 2019, retornou ao União Frederiquense, somando quatro passagens entre 2019 e 2022. Como a Divisão de Acesso do Gauchão dura no máximo quatro meses, Daniel deixava o clube após o término da competição, e retornava no ano seguinte. Porém, foi o único clube que ele treinou neste período. 
Em 2021, foi Campeão Gaúcho da série A2 pelo União Frederiquense, ficando para a disputa do Gauchão de 2022. Apesar de ter ganho do Grêmio e do Juventude na campanha, acabou rebaixado, e deixou o clube após a competição. Na sequência de 2022, comandou o São Luiz na Série D do Brasileirão, sendo eliminado na primeira fase. Não permaneceu no clube para a disputa da Copa FGF.
Em setembro de 2022, assumiu o comando técnico do Santa Cruz-RS, visando a temporada 2023. Nos Plátanos, foi Campeão Gaúcho série A2 de 2023 e recolocou o clube na elite do futebol gaúcho, após mais de 10 anos. Porém, não permaneceu para o Gauchão 2024, pois a diretoria optou pela contratação de Paulo Henrique Marques.
Em 2024, comandou o Inter-SM na Divisão de Acesso do Gauchão, onde chegou nas semifinais, batendo na trave pelo acesso. No primeiro trimestre de 2025, comandou o Inhumas no Campeonato Goiano, chegando nas quartas de finais. Em abril, voltou ao clube onde se lançou como treinador, o Novo Hamburgo, para a disputa da Série A2 do Gauchão, mas, acabou demitido, com apenas cinco jogos, após uma sequência de três derrotas consecutivas.
Em 23 de junho de 2025, acertou seu retorno ao União Frederiquense, para comandar o clube na sequência da Divisão de Acesso. Porém, sua sexta passagem pelo Leão da Colina, durou menos de um mês. Em 22 de julho, pediu demissão do clube, após a falta de resultados e a consequente eliminação da equipe da competição. No total, foram três empates e duas derrotas em cinco jogos.
Desde então, Daniel Franco está sem clube.

### Como jogador

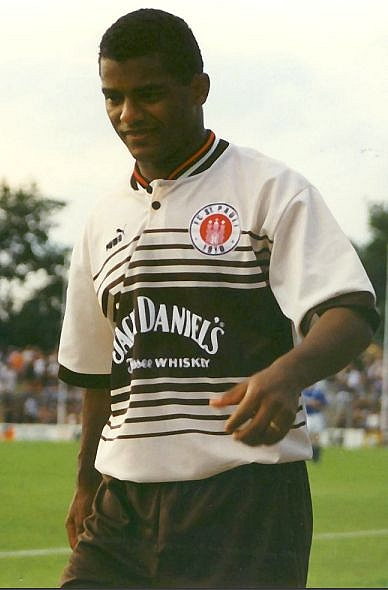
Daniel Franco pelo St. Pauli

Desde os 12 anos no Inter,  A trajetória de Daniel como atleta profissional começou em 1990 no clube. Lá, foi bicampeão gaúcho, em 91 e 92, e campeão da Copa do Brasil de 1992.
Campeão da Copa Governador do Estado em 1991. 
Pela Seleção Brasileira de Juniores, foi campeão sul-americano em 1991. 
Após isso, foi contratado pelo Corinthians em 1994. Estreou em 6 de fevereiro, no empate com o Novorizontino em 1 a 1, em partida válida pelo Campeonato Paulista de 1994. Infelizmente, se lesionou pouco depois de sua chegada no clube paulista. Perdeu a posição para Branco, mas fez parte do grupo vice campeão Brasileiro daquele ano e campeão da Copa do Brasil e Paulista de 1995. 
Depois disso, teve passagens breves por vários clubes. Jogou no Atlético-MG, Bahia, Avaí, St. Pauli, Brasil de Pelotas, Inter de Limeira, São José-RS, Fortaleza e Santa Cruz-RS. 
Daniel jogou até os 32 anos. 

## Títulos

### Como jogador
Internacional
- Campeonato Gaúcho: 1991 e 1992
- Copa do Brasil: 1992[22]

Corinthians
- Campeonato Paulista: 1995[23]
- Copa do Brasil: 1995
- Copa Bandeirantes: 1994

### Como treinador
União Frederiquense
- Campeonato Gaúcho de Futebol de 2021 - Série A2

Santa Cruz-RS
- Campeonato Gaúcho de Futebol de 2023 - Série A2